# Kloster La Oliva (Navarra)
Das Kloster Nuestra Señora de la Oliva (lat. Abbatia B. M. de Oliva; nicht zu verwechseln mit Kloster Oliva bei Danzig im heutigen Polen) ist eine Zisterzienser-Abtei der strengeren Observanz (Trappisten) am Río Aragón 2 km westlich von Carcastillo in Navarra in Spanien im unfruchtbaren Land der Bardenas Reales.

## Geschichte

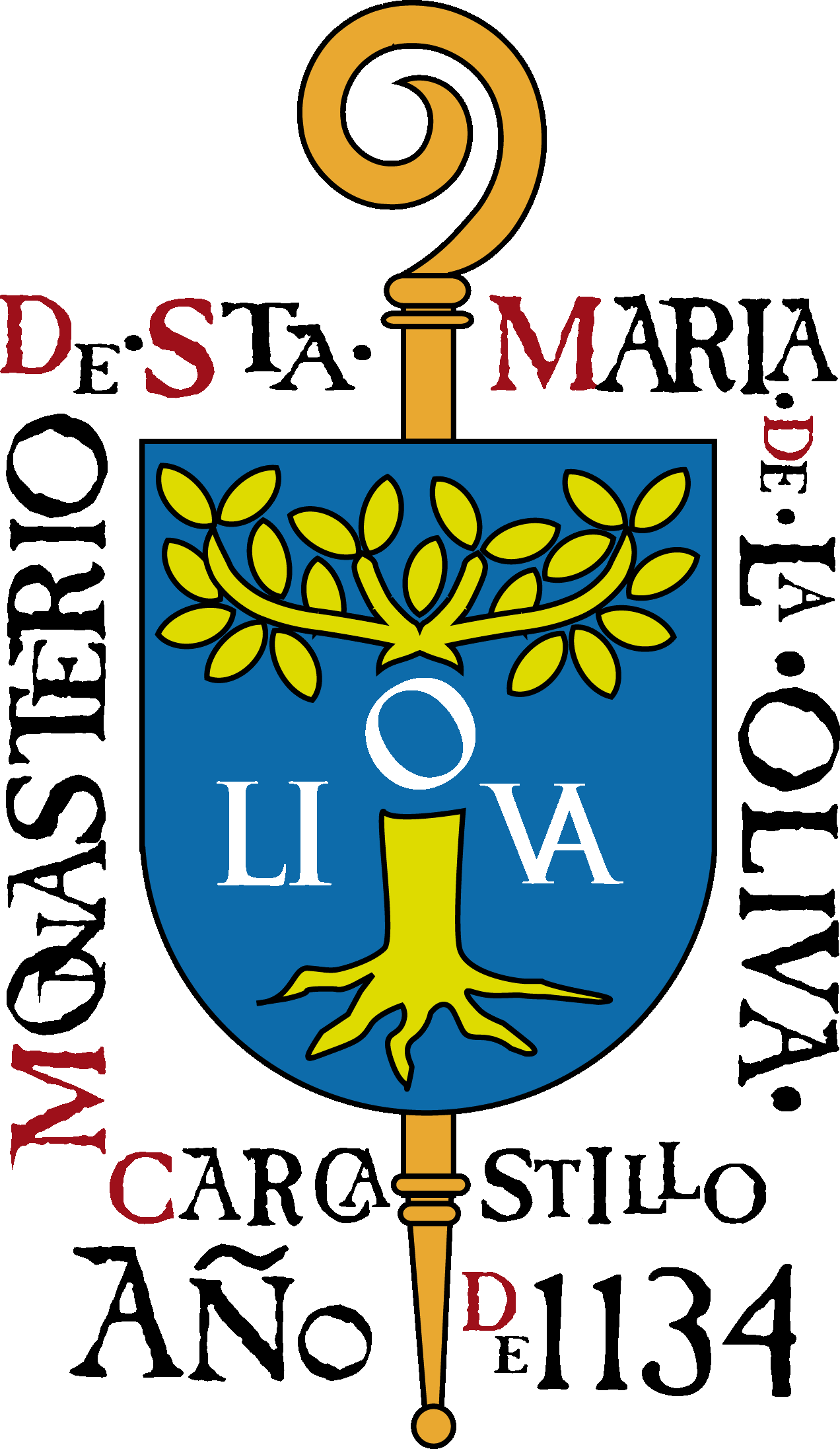
Abteiwappen

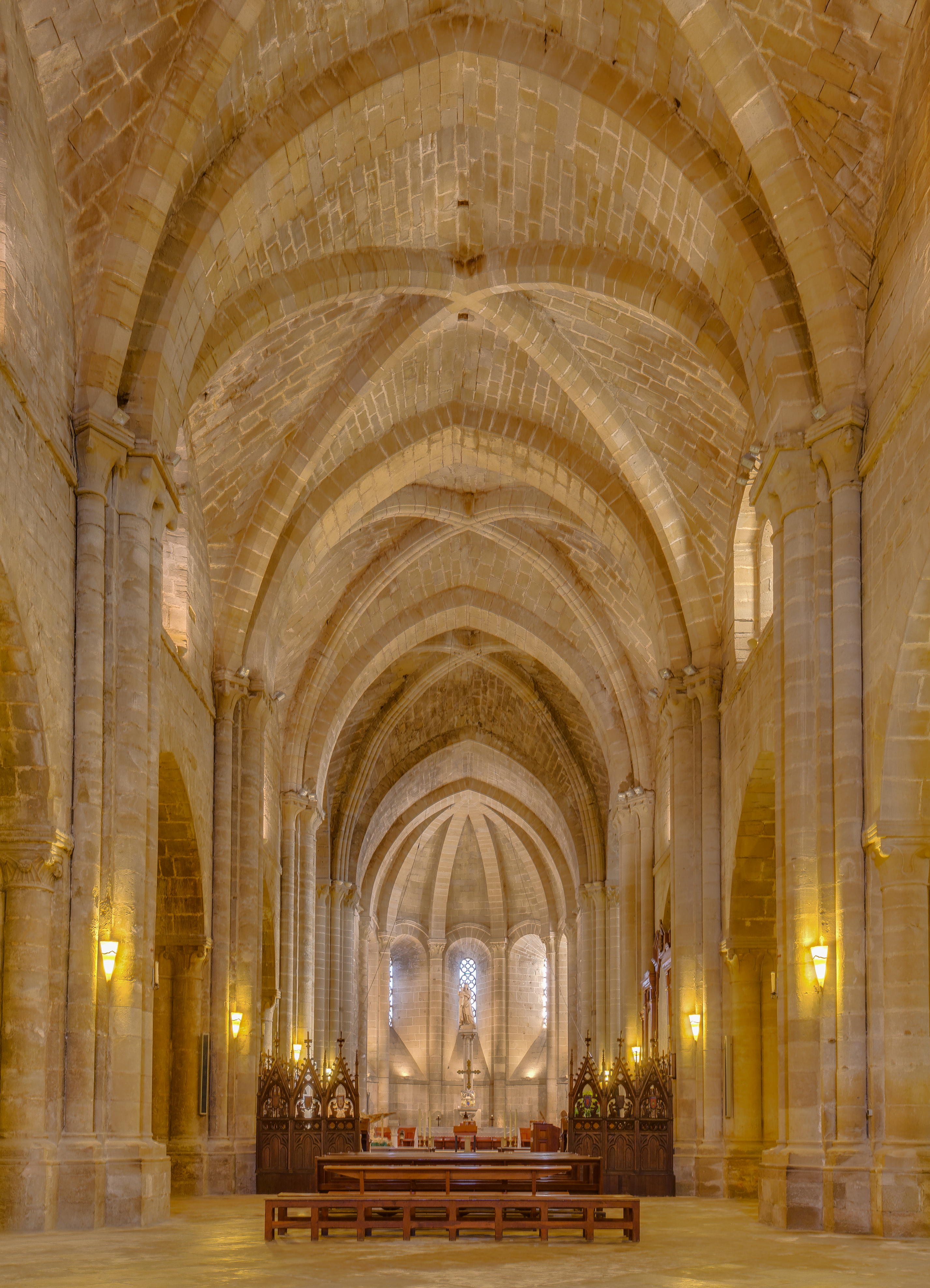
Inneres der Abteikirche

König García IV. von Navarra stiftete im Jahr 1150 an der Stelle eines wohl bereits seit dem Jahr 1134 bestehenden Klosters das Zisterzienserkloster als Tochtergründung des Klosters L’Escaladieu in Frankreich aus der Filiation der Primarabtei Morimond. Die Gründung wurde 1152 von Papst Eugen III. bestätigt. Die Gründung wurde von Berenguer IV. von Barcelona gefördert. Der Bau der Klosterkirche wurde im Jahr 1164 begonnen, 1198 wurde die Kirche unter Abt Aznario de Falces geweiht. Vom 14. Jahrhundert an erlebte das Kloster seinen Niedergang. 1634 trat es der Kongregation von Aragón bei. Bei der Klosteraufhebung unter der Regierung von Juan Álvarez Mendizábal zählte es noch 21 Mönche. 1927 wurde das Kloster von Trappisten wiederbesiedelt, die in den letzten Jahren zwei Tochtergründungen tätigten (1994 Las Escalonias; 2008 Zenarruza). 
Am 2. Oktober 2020 empfing Javier Urós die Abtsbenediktion.

## Bauten und Anlage

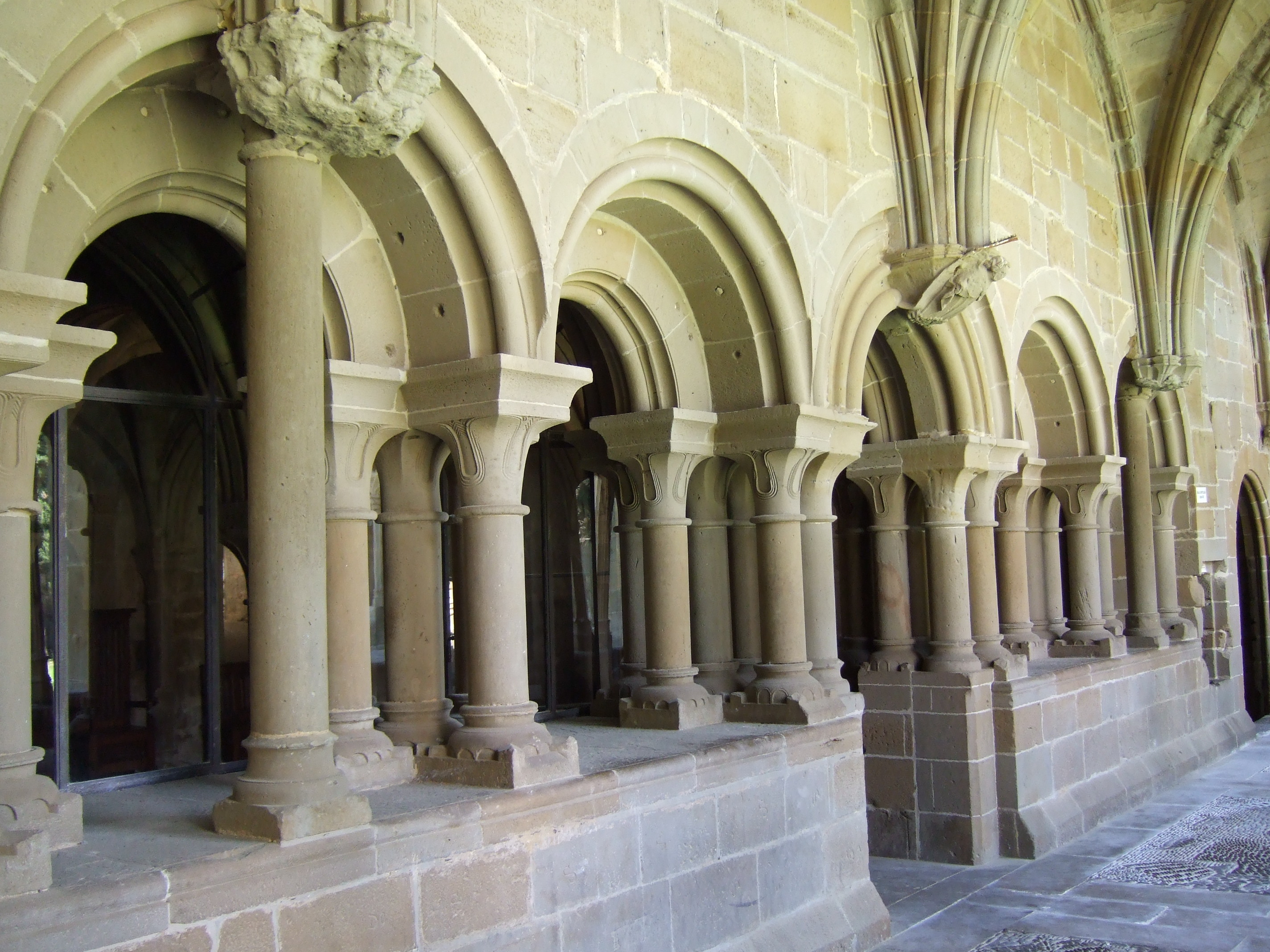
Eingang zum Kapitelsaal

Die Klosteranlage ist fast vollständig erhalten. Die Kirche ist eine dreischiffige Basilika mit einem kreuzgratgewölbten basilikalen sechsjochigen Langhaus, zwei ebenfalls sechsjochigen Seitenschiffen, ausladendem Querhaus, einer halbrunden Hauptapsis und je zwei rechteckig geschlossenen Seitenapsiden. Die Gewölberippen setzen – untypisch für einen Zisterzienserbau – bereits am Boden an. Die dreiteilige Fassade besitzt einen spitzen Blendbogen mit zwei seitlichen Rosetten, einen zentralen Okulus und ein spätromanisches Portal mit mehreren Archivolten. Die Klausur liegt nördlich (links von) der Kirche. Erhalten sind der spätgotische Kreuzgang, der Kapitelsaal und die Brüderhalle, beide mit vier Stützen, außerdem die Sakristei und zwei Durchgänge im Osten. Vom Nordflügel ist nur die Küche erhalten; Refektorium und Wärmestube sind ebenso wie der Konversentrakt im Westen abgegangen. Südwestlich der Kirche liegt der Gästetrakt aus dem 18. Jahrhundert, ihm gegenüber das Pfortenhaus.
Das Kloster wurde im Jahr 1980 zum Monumento Nacional (Nationaldenkmal) erklärt.

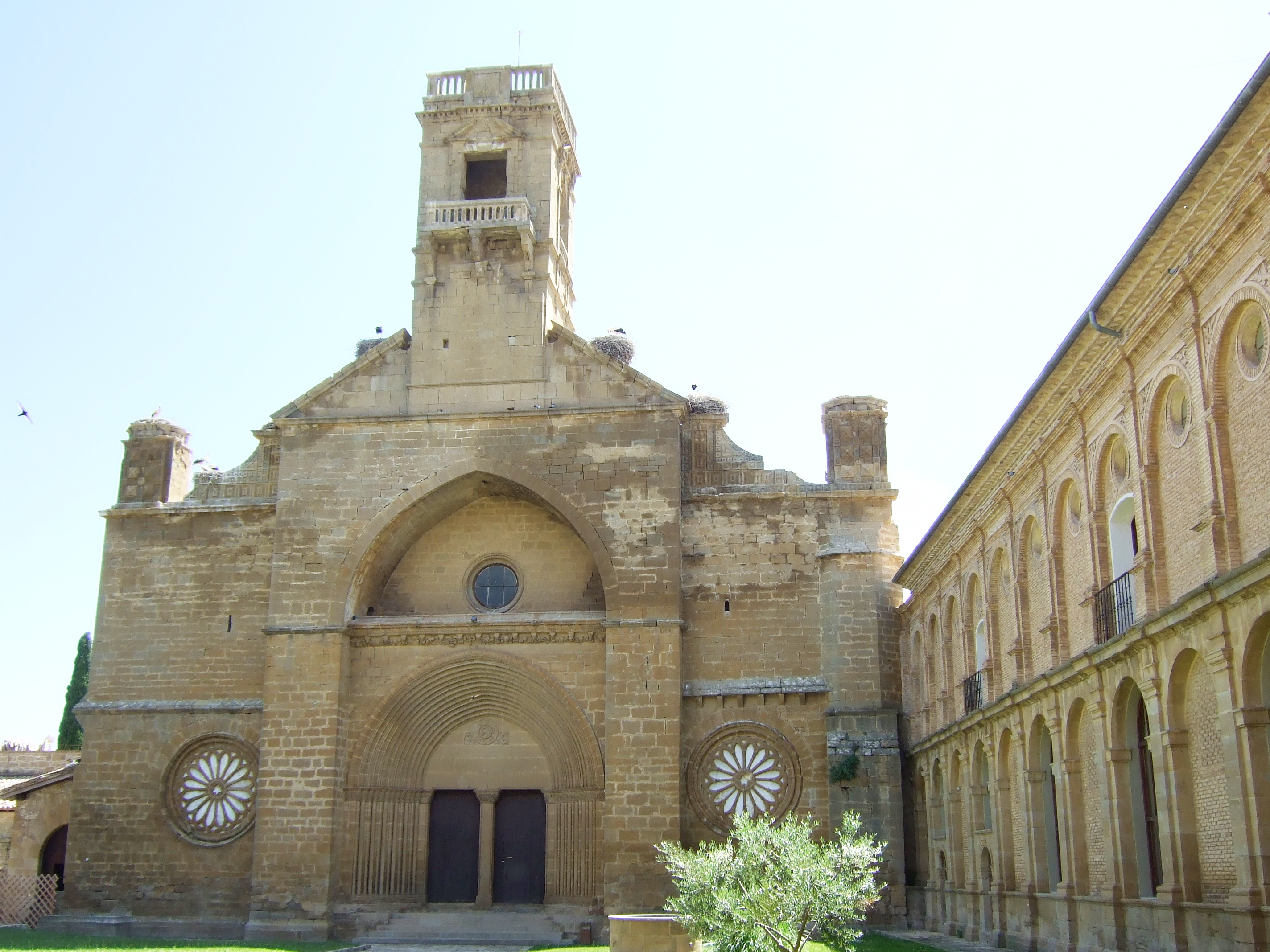
Fassade der Abteikirche